# К-335 «Гепард»
К-335 «Гепард» — российская многоцелевая атомная подводная лодка проекта 971У «Щука-Б».

## История

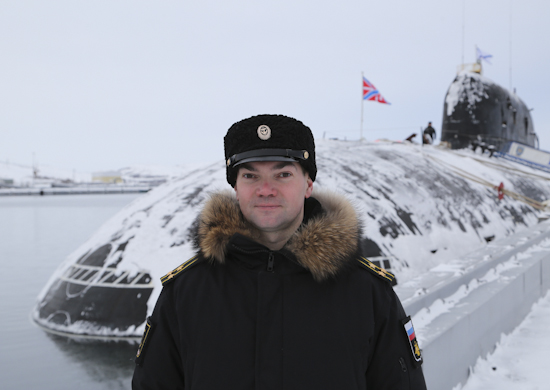
Командир Дмитрий Маслов на фоне «Гепарда», февраль 2020 года

АПЛ заложена 23 сентября 1991 года на судостроительном заводе «Севмаш» в Северодвинске под заводским номером 835. Подлодка относится к модернизированному проекту 971У, поэтому корпус удлинён на 3 метра. 22 февраля 1993 года была включена в списки кораблей ВМФ и получила наименование «Гепард» в память о русской подводной лодке «Гепард» времён Первой мировой войны. В 1997 году унаследовала гвардейский флаг от подводной лодки К-22 проекта 675МКВ . Спущена на воду 17 сентября 1999 года. В январе 2002 года вошла в состав 24-й («звериной») дивизии 3-й флотилии подводных лодок Северного флота.
По итогам 2004 года К-335 под командованием К. П. Кабанцова был признан лучшим кораблём Северного флота.
В марте 2014 года корабельный боевой расчет крейсерской атомной подводной лодки «Гепард» награждён переходящим кубком командующего Северным флотом (СФ) по итогам конкурса профессионального мастерства.
В ноябре 2015 года АПЛ «Гепард» вернулась в строй после восстановления технической готовности на судоремонтном заводе «Нерпа». Атомоход пополнил состав боевых кораблей подводных сил Северного флота.
В 2020 году бывшему командиру «Гепарда» Дмитрию Маслову присвоено звание «Герой России».
18.06.2021 в Баренцевом море в рамках планового тактического учения в полигонах боевой подготовки Северного флота крейсерская атомная подводная лодка «Гепард» отработала торпедную атаку отряда кораблей условного противника с выполнением залповой стрельбы практическим (учебным) боеприпасом. Выполнение боевого упражнения признано успешным. После выполнения атаки подводники отработали манёвр уклонения и ухода из-под ответного удара.
В 2021 году К-335 завоевал приз Главкома ВМФ России за торпедную стрельбу.

## Инциденты
В середине января 2012 года в прессе появилась информация о пожаре на лодке. Минобороны РФ официально опровергло информацию о пожаре, и заявило, что на подлодке произошло небольшое возгорание от разбившейся переносной лампы, которое было быстро потушено системой ЛОХ, пострадавших не было, ущерба не было, служба на лодке шла в штатном режиме. Возгорание произошло во время обслуживания лодки на 10-м судоремонтном заводе, спиртовую лампу уронил рабочий завода, система пожаротушения срабатывала дважды.
В ночь на 11 февраля 2012 года на АПЛ «Гепард» был найден повешенным командир торпедного отсека старший лейтенант Максим Галкин. Ведётся доследственная проверка по статье 110 УК РФ «Доведение до самоубийства».

## Командиры
- 1993—1996: С. В. Майданников
- 1996—1997: А. Г. Семёнов
- 1997—1998: А. Н. Минаков
- 1998—2003: Д. Д. Косолапов
- 2003—2005: К. П. Кабанцов
- 2005—2006: А. Ю. Котенков
- 2006—2010: Э. А. Вакуленко
- 2010- ~2016: К. В. Шпорт
- ~2016-2020: Д. Н. Маслов
- 2020 — н.в.: М. Белов